# Nudiclavella galapagoensis
Nudiclavella galapagoensis is een eenoogkreeftjessoort uit de familie van de Lernaeopodidae. De wetenschappelijke naam van de soort is voor het eerst geldig gepubliceerd in 1975 door Ho.